# آبنروده
آبنروده دهکده ای در بخش کرملینگن واقع در شهرستان وولفِن بوتل در شرق ایالت نیدرزاکسن آلمان است.